# Dècada del 1880
Formalment, la dècada del 1880 comprèn el període que va des de l'1 de gener de 1880 fins al 31 de desembre de 1889.

## Successos
Els anys 1880 van estar marcats per diversos assassinats notables i alguns intents d'assassinat. El primer assassinat va ser Alexandre II de Rússia, tsar de l'Imperi Rus, el 13 de març de 1881 a mans d'un atemptat de caràcter nihilista, després de diversos intents de magnicidi. El 2 de juliol de 1881 l'advocat Charles Jules Guiteau, desenganyat per la fermesa de James A. Garfield (20è president dels Estats Units) després de no concedir-li el lloc consular que havia sol·licitat, li va disparar dos trets de bala que no van impactar en cap òrgan vital; el 19 de setembre del mateix any Garfield moria de la infecció i l'hemorràgia interna produïda pel tret, després de diversos intents fallits d'extreure-les. El 2 de març de l'any següent la Reina Victòria del Regne Unit va patir un intent fallit d'assassinat a mans de Roderick Maclean, perquè s'ofengué amb la reina en negar-se a llegir un dels seus poemes. Geogràficament proper, Lord Frederick Cavendish, secretari en cap d'Irlanda, va ser apunyalat al Phoenix Park pel grup The Invincibles 6 de maig de 1882. També hi hagué un crim notable no relacionat amb càrrecs polítics que fou l'aniquilament del llegendari bandoler sudista Jesse James en mans del seu company de banda Bob Ford el 3 d'abril de 1882.

## Ciència i tecnologia

### Ciència
En el camp de les matemàtiques destaca la demostració de la irresolubilitat de la quadratura del cercle. El 1880 F. Landry amb 82 anys trobava el nombre de Fermat més alt conegut, el 65537, i John Venn popularitzava els diagrames de Venn. L'any 1881, Simon Newcomb establia per primer cop la llei de Benford, encara que rebria el nom de Llei de Benford, en honor del físic Frank Benford que la va declarar el 1938. El matemàtic alemany Ferdinand von Lindemann publicava el 1882 la demostració que diu que el nombre π és un nombre transcendent, fet que implica que la quadratura del cercle és impossible. El 1884 i en l'àmbit de la filosofia de les matemàtiques, Gottlob Frege publicava Die Grundlagen der Arithmetik ("Els fonaments de l'aritmètica", 1882) que presentava la teoria del logicisme la qual sosté que la matemàtica és, en algun sentit, reductible a la lògica. El 1887 Joseph Louis François Bertrand redescobreix el teorema del vot de Bertrand i Henri Poincaré dona una primera solució per al problema dels tres cossos encara que contenia alguns errors. L'any 1888 era pròsper pel que fa a esdeveniments relacionats amb les matemàtiques; David Hilbert prova per primer cop el teorema de la base de Hilbert; Francis Galton introdueix el concepte de correlació en estadística; Richard Dedekind publica Was sind und was sollen die Zahlen? ("Què són els nombres i que haurien de ser?") que ofereix la seva definició d'un conjunt infinit. i finalment, la matemàtica russa Sófia Kovalévskaia descobreix la baldufa de Kovalévskaia. En el darrer any de la dècada, Joseph Louis François Bertrand publica Calcul des probabilités ("Càlcul de probabilitats") que incloïa el que es coneix en la teoria de la probabilitat com la paradoxa de la caixa de Bertrand.

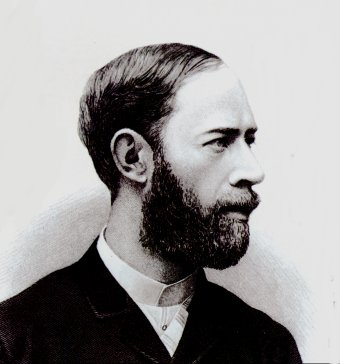
Heinrich Hertz

Els avenços més importants de la física durant la dècada van estar dirigits pels descobriments lligats a les ones electromagnètiques amb Heinrich Hertz com a màxim exponent. En el primer any de la dècada hi hagué tres esdeveniments notables: el 13 de febrer Thomas Edison observava l'efecte Edison; es feia la primera demostració de l'efecte directe piezoelèctric a mans dels germans Pierre Curie i Jacques Curie; i per acabar, Johannes Diderik van der Waals formulava la Llei dels estats corresponents. Nikola Tesla entreveié el 1882 el concepte del camp magnètic giratori que utilitzaria més endavant en el seu disseny del motor d'inducció. El 1883, Osborne Reynolds popularitzava el nombre de Reynolds en la mecànica de fluids. El 1884 Ludwig Boltzmann aconseguia deduir la llei de Stefan (a partir de llavors, llei de Stefan-Boltzmann) a partir d'un cicle de Carnot aplicant la teoria de la termodinàmica clàssica i la teoria electromagnètica de Maxwell. El 1885 Johann Balmer publicava una fórmula matemàtica empírica per a les línies espectrals visibles de l'àtom d'hidrogen. L'11 de novembre de 1886 Heinrich Hertz verificava l'existència de les ones electromagnètiques a la Universitat de Karlsruhe. L'any 1887 es dugué a terme l'experiment de Michelson-Morley amb l'objectiu de detectar el moviment relatiu de la Terra a través de l'èter lumínic que se suposava omplia el buit i que era el suport per a la propagació de les ones electromagnètiques, però els resultats van ser negatius i conseqüència, fou la primera evidència forta en contra de la teoria de l'èter llavors prevalent. Durant el mateix any, Heinrich Hertz descobria l'efecte fotoelèctric en la producció i recepció d'ones electromagnètiques a la ràdio, que era un pas important cap a la comprensió de la naturalesa quàntica de la llum. En el penúltim any de la dècada, el mateix Hertz descobria les ones de ràdio.
Pel que fa a l'astronomia, els fets més destacables es concentren a la segona meitat de la dècada, malgrat que el 1882 passaven dos esdeveniments astronòmics destacables: es veia a ull nu el Gran Cometa de 1882 (C/1882 R1) durant el setembre i posteriorment, el 6 desembre, s'observava el trànsit de Venus, el segon i darrer cop del segle xix. Ja a la segona part de la dècada, el 20 d'agost de 1885, Ernst Hartwig descobria la S Andromedae, a la galàxia d'Andròmeda, i era la primera supernova descoberta en tota la Via Làctia. L'abril de 1887 s'iniciava el projecte mundial Carte du Ciel impulsat per l'observatori de París i que pretenia catalogar i cartografiar les posicions de milions d'estrelles tan febles com de magnitud 11 o 12. També es va publicar pòstumament el Canon der Finsternisse (Cànon d'eclipsis) de Theodor von Oppolzer que compilava 8.000 eclipses solars i 5.200 lunars des de 1200 aC fins al 2161 dC. Es va publicar el New General Catalogue (1888) de John Louis Emil Dreyer, un catàleg d'objectes astronòmics del cel profund que esdevindria un dels més coneguts dins l'astronomia amateur.

## Literatura
Edwin Abbott Abbott va publicar la novel·la matemàtica Flatland: A Romance of Many Dimensions (en català traduïda com Planilàndia: Una novel·la amb moltes dimensions) el 1884.

## Esdeveniments
- Primer Congrés Catalanista
- Explosió del Krakatoa
- Moviment de la Renaixença
- Naixement de l'esperanto
- Exposició Universal de 1888
- Primera il·luminació de carrers amb electricitat a la nit

## Personatges destacats
- Arthur Conan Doyle
- Giuseppe Verdi
- Antoni Gaudí i Cornet
- Jules Ferry
- Friedrich Wilhelm Nietzsche
- Fiódor Dostoievski
- Alfons XII d'Espanya
- Ernest Renshaw